# 소중한 소원
〈소중한 소원〉(일본어: 大切な願い 타이세츠나 네가이[*])은 CooRie의 데뷔 싱글로, 2003년 2월 26일에 란티스에서 출시되었다.
타이틀 트랙 〈소중한 소원〉은 애니메이션 《나나카 6/17》의 엔딩 테마곡으로 사용되었다.

## 수록곡
| #            | 제목                         | 재생 시간 |
| ------------ | ---------------------------- | --------- |
| 1.           | 〈大切な願い→소중한 소원〉   | 4:15      |
| 2.           | 〈君とナキムシ→너와 울보〉   | 4:33      |
| 3.           | 〈大切な願い (off vocal)〉   |           |
| 4.           | 〈君とナキムシ (off vocal)〉 |           |
| 총 재생 시간 | 총 재생 시간                 | 17:59     |